# فرودگاه هلیکوپتر پورتلند دانتاون
 فرودگاه هلیکوپتر پورتلند دانتاون (به انگلیسی: Portland Downtown Heliport) یک فرودگاه همگانی است . این فرودگاه در شهر پورتلند، اورگن کشور ایالات متحده آمریکا قرار دارد و در ارتفاع ۲۳٫۵ متری از سطح دریا واقع شده است.